# Landsforræderi
Landsforræderi betegner den forbrydelse, det er at begå handlinger, der er til fare for ens eget lands sikkerhed eller er i åbenlys modstrid med dets interesser.
Sådanne organiserede aktiviteter kaldes også femte kolonne-virksomhed.

## Landsforræderi i Danmarks historie
Corfitz Ulfeldt betegnes normalt som Danmarkshistoriens værste landsforræder, også fordi han deltog i forhandlingerne i Roskilde-freden i 1658 på svensk side.
Efter 2. verdenskrig blev en del danskere, der havde arbejdet for den tyske besættelsesmagt, henrettet i forbindelse med retsopgøret efter besættelsen for landsforræderi.
Efter besættelsen blev dødsstraffen genindført i Danmark.
Landssvigere blev i Jylland henrettet i Undallslund Skov ved Viborg.  
Landssvigere blev på Sjælland henrettet på Christianshavns Vold på Bådsmandsstrædes Kasernes arealer. Nu en del af Christiania.
Der blev oprettet et henrettelsesskur.
I moderne tid har landforræderi i en strafferetlig kontekst fået en mere bred betydning, hvorfor såvel syrienskrigere og Lars Findsen, som Claus Hjort Frederiksen er blevet sigtet efter landsforræderibestemmelser i straffelovens kapitel 12.

### Dansk lovtekst
I den nuværende straffelov har 12. kapitel, der dækker over §98-110, overskriften "Landsforræderi og andre forbrydelser mod statens selvstændighed og sikkerhed". I §98 står der:
§ 98. Den, som foretager en handling, der sigter til ved udenlandsk bistand, ved magtanvendelse eller ved trussel derom at bringe den danske stat eller nogen del af denne under fremmed herredømme eller at løsrive nogen del af staten, straffes med fængsel indtil på livstid.